# Rodovia
Uma rodovia é uma via rural pavimentada.

## Tipos

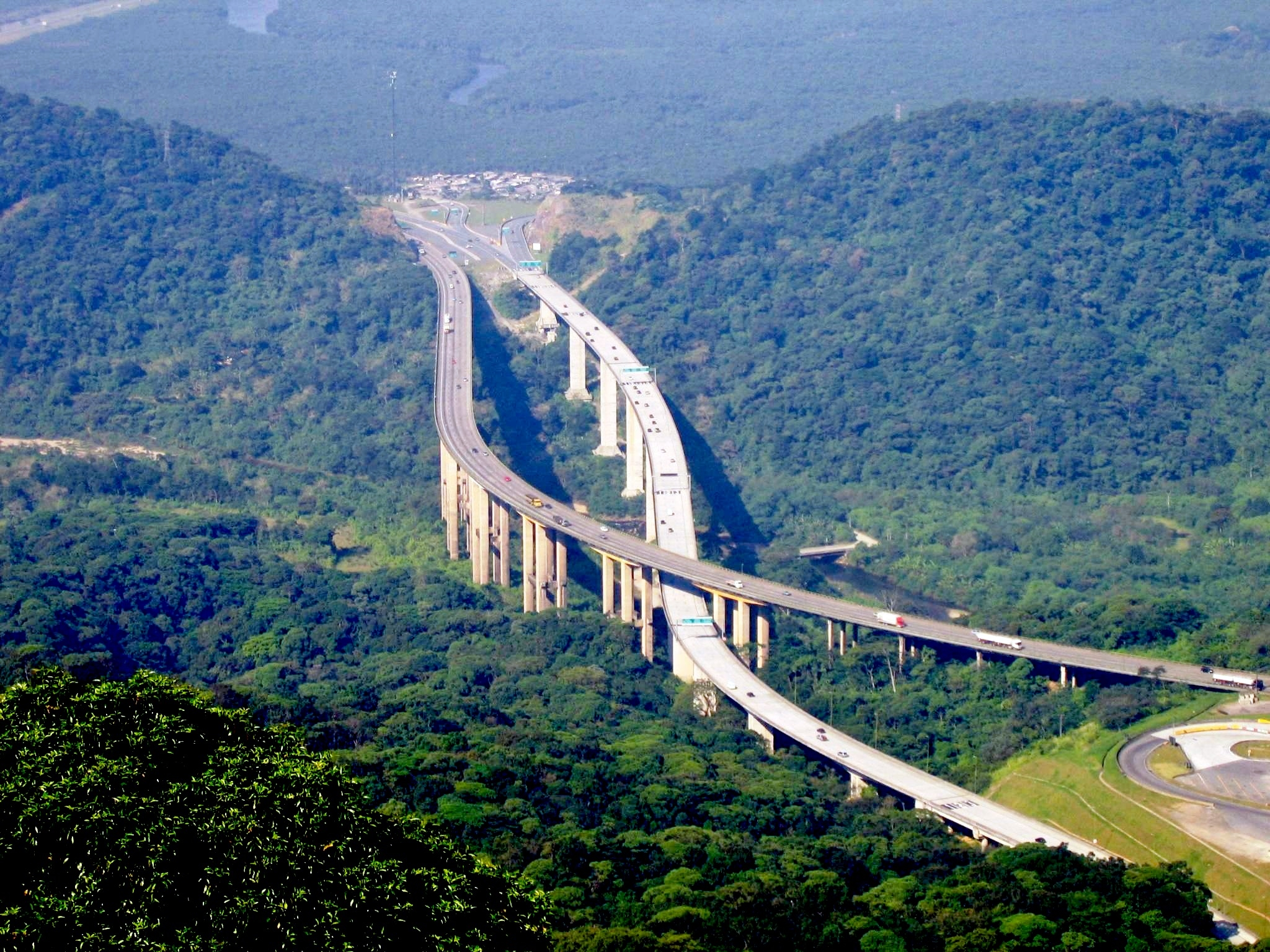
A SP-160, conhecida como Rodovia dos Imigrantes, é uma importante rodovia paulista.

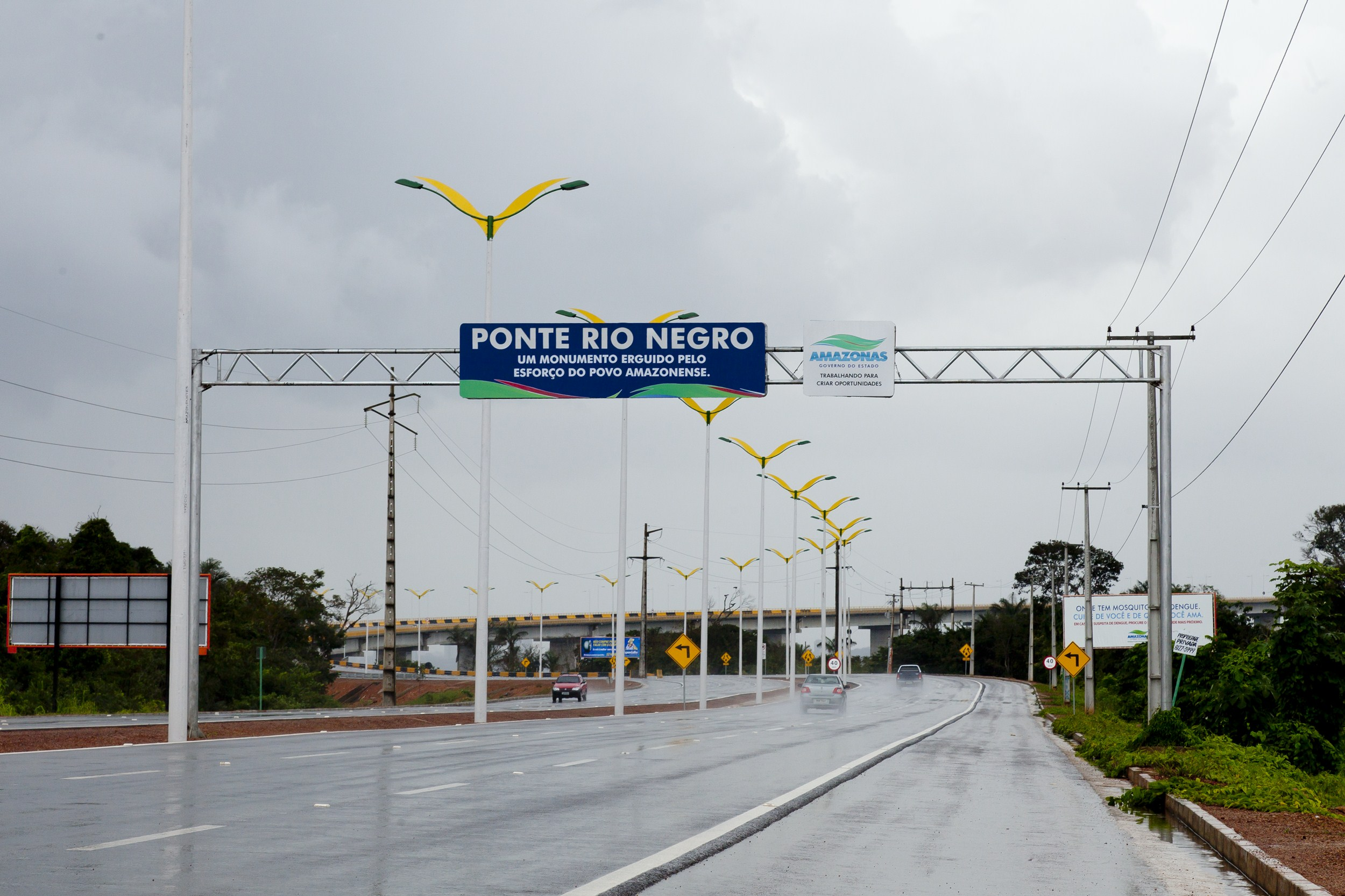
A AM-070, conhecida como Rodovia Manoel Urbano, é uma importante rodovia amazonense.

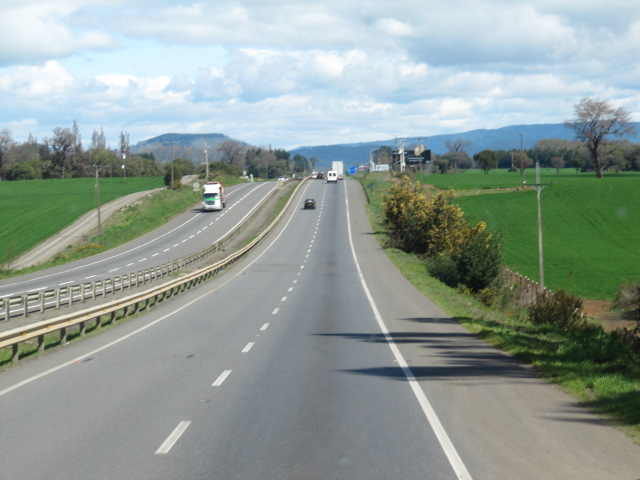
Rodovia duplicada, no Chile.

Em relação à largura e circulação de automóveis, uma rodovia pode ser de pista simples, pista dupla, pista múltipla.

### Pista simples
São aquelas em que há somente um pavimento asfáltico, que é compartilhado pelos veículos nos dois sentidos de circulação (mão dupla). Veículos nesse tipo de rodovia devem trafegar sempre do lado direito da pista (em relação a si), porém podendo utilizar o outro lado da pista para efetuar ultrapassagens em determinadas condições.

### Pista dupla
São aquelas que possuem duas faixas de rolamento em cada direção (ou sentido) com barreira física central, o canteiro e que possui outras barreiras meios-fios (guias), muretas, guard rail, etc., que dificultam conversões ou retornos irregulares, de forma que, cada sentido de circulação possui uma pista própria. Essa construção permite o desenvolvimento de uma maior velocidade e também uma maior segurança, já que torna mais difícil que dois veículos colidam frontalmente em alta velocidade, que é uma das causas frequentes de acidentes em rodovias de pista simples.
Estima-se que é necessário um fluxo de 7 mil veículos por dia, para que uma rodovia necessite ser duplicada, caso contrário a trafegabilidade é prejudicada ao longo do tempo, a velocidade média diminui e o risco de acidentes por colisão frontal aumenta. O aumento de capacidade de uma rodovia também melhora a condição econômica da região, facilitando o escoamento de produtos e atraindo novas indústrias, devido à melhoria logística (redução de tempo gasto na viagem, maior facilidade de acesso, redução de gastos com manutenção de veículos devido ao asfalto novo, etc.).

### Pista múltipla
São aquelas que possuem três ou mais faixas de rolamento em cada direção (ou sentido) - podendo haver, inclusive, pistas duplas, triplas, quádruplas, etc.
Estima-se que uma pista dupla suporte 30 mil veículos por dia. Para um volume maior de tráfego, recomenda-se que a estrada seja ampliada para 3 ou mais faixas de rolamento. Geralmente as rodovias com 3 ou mais faixas estão localizadas perto de capitais ou de grandes centros metropolitanos, ou seja, em áreas densamente habitadas.